# Česká baseballová extraliga 2008
Českou baseballovou extraligu v sezoně 2008 vyhráli AVG Draci Brno. Po 16. letech sestoupilo Black Hill Blansko, které v baráži podlehlo vítězi druhé ligy Patriots Liberec. 

## Konečné pořadí
| Poř. | Tým                 |
| ---- | ------------------- |
| 1.   | AVG Draci Brno      |
| 2.   | Arrows Ostrava      |
| 3.   | Technika Brno       |
| 4.   | MZLU Express Brno   |
| 5.   | Krč Altron          |
| 6.   | Skokani Olomouc     |
| 7.   | Tegola Titans Praha |
| 8.   | Black Hill Blansko  |

## Tabulka po základní části
| Poř. | Tým                 | Záp. | V  | P  | Skóre   | Body |
| ---- | ------------------- | ---- | -- | -- | ------- | ---- |
| 1.   | AVG Draci Brno      | 28   | 24 | 4  | 210:79  | 857  |
| 2.   | Arrows Ostrava      | 28   | 19 | 9  | 166:109 | 679  |
| 3.   | Technika Brno       | 28   | 16 | 12 | 180:140 | 571  |
| 4.   | MZLU Express Brno   | 28   | 14 | 14 | 138:178 | 500  |
| 5.   | Krč Altron          | 28   | 13 | 15 | 138:164 | 464  |
| 6.   | Skokani Olomouc     | 28   | 12 | 16 | 129:142 | 429  |
| 7.   | Tegola Titans Praha | 28   | 11 | 17 | 152:169 | 393  |
| 8.   | Black Hill Blansko  | 28   | 3  | 25 | 105:237 | 107  |

## Play-off o titul
Play-off se hrálo na tři vítězná utkání.
|  | Semifinále | Semifinále        | Semifinále |  |  | Finále | Finále         | Finále |
|  |            |                   |            |  |  |        |                |        |
|  |            | AVG Draci Brno    | 3          |  |  |        |                |        |
|  |            | MZLU Express Brno | 2          |  |  |        |                |        |
|  |            |                   |            |  |  |        | AVG Draci Brno | 3      |
|  |            |                   |            |  |  |        | Arrows Ostrava | 1      |
|  |            | Arrows Ostrava    | 3          |  |  |        |                |        |
|  |            | Technika Brno     | 2          |  |  |        |                |        |

### Semifinále
Arrows Ostrava - Technika Brno 3:2 na zápasy (2:3, 10:2, 4:5, 2:1, 9:1)
     
AVG Draci Brno - MZLU Express Brno 3:2 na zápasy (1:4, 9:1, 1:4, 4:1, 2:0)

### Finále
AVG Draci Brno  -  Arrows Ostrava 3:1 na zápasy (1:0, 1:3, 4:1, 8:2)

## Nejlepší hráči
- Nejlepší pálkař: Miroslav Zdražil (MZLU Express Brno)
- Nejlepší nadhazovač: Jon Robles (Arrows Ostrava)
- Nejvíce homerunů: Pavel Budský (AVG Draci Brno)
- Nejlepší hráč play-off: Petr Minařík (AVG Draci Brno)
- Talent roku: Jan Blažek (Tegola Titans Praha)

## Soupisky

### AVG Draci Brno
Pavel Budský, Přemek Chroust, Radim Chroust, Tomáš Červinka, Jakub Hajtmar, Karel Hrušovský,  Ján Jablonka, Jiří Marek, Petr Minařík, Michal Ondráček, Ondřej Petřík, Tomáš Polanský, Radek Procházka, Martin Schneider, Tomáš Svoboda (hostování z Techniky Brno), Jan Toman, Jakub Toufar, Martin Veselý, David Winkler. 
Hlavní trenér: Arnošt Nesňal, asistent trenéra:  Leo Vivona

### Arrows Ostrava
Boris Bokaj, Martin Citovecký, Petr Čech, Jiří Gál,  Mike Griffin, Ondřej Hon, Michal Jurdzin, Vojtěch Jurdzin, Martin Kubovčík, Petr Kubovčík, Jan Míček, Aleš Navrátil,  Jon Robles,  Joe Truesdale, Jakub Zděblo
Hlavní trenér:  Edgar Delos Reyes, asistent trenéra: David Fiala

### Technika Brno
Martin Čuta,  Daniel Jonathann Dobyns, Zdeněk Friedmann, Michal Kočí, Roman Langer, Daniel Mráz, Ondřej Navrkal, Jan Pokorný, Petr Stříbrcký, Martin Střítecký, Radek Vach, Jakub Vančura, Matouš Worm, Martin Zelinka
Hlavní trenér:  Randy Barber, asistent trenéra: Bohumil Čuta

### MZLU Express Brno
Martin Behul,  Ryan Berg, David Bolf, Marian Gajdoš, Tomáš Janíček, Martin Jelínek, Vojtěch Jelínek, Pavel Jozek, Aleš Klimeš, Jiří Klusáček, Michael Kremláček, Leoš Kubát, Marian Madej, Ondřej Svobodník, Richard Ševčík, Milan Vystrčil
Hlavní trenér: Jan Rubeš, asistent trenéra: Hynek Čapka

### Krč Altron
Ondřej Bagin, Basilio Barrios, Marek Blajer, Lukáš Borecký, Matěj Hejma, Jan Homolka, Petr Hurník, Matěj Hušek, Štěpán Hušek, Jakub Jonák, Rudolf Pelzl, Marek Řezníček, Tomáš Sýkora, Petr Zýma
Hlavní trenér: Richard Kania

### Tegola Titans Praha
Jan Blažek, Jiří Drha, Lubomír Janda, Lukáš Josefus, František Kučera, Vladimír Kůs, Martin Laube, Jakub Matuška, Pavel Míka, Eduard Mráz, Aleš Posselt, Zdeněk Stieber, Petr Šusta, Lukáš Tomsa, Jiří Vít
Hlavní trenér: Robert Medřický

### Skokani Olomouc
Evan Graham Baum, Eduard Drong, Martin Drong, Vojtěch Holický, Jiří Kovařík,  Brad Kropinak,  Jan Kužma, Martin Motl, Radek Němec, Tomáš Plainer, Lukáš Veselý, Michal Veselý, Jakub Voják, Martin Zdražil
Hlavní trenér:  Brad Kropinak

### Black Hill Blansko
Aleš Blažek, Jan Felkl, Roman Kašpárek, Miroslav Konvalinka, Ondřej Konvalinka, Jakub Kostka, Andrej Kostrhůn, Jaroslav Krejčíř, Jakub Moc, Radek Musil, David Navrátil, Jaroslav Němec, Tomáš Regec, Petr Vaněk, Tomáš Vít, Jaroslav Žáček
Hlavní trenér: Jaroslav Krejčíř

### Publikace
- Ročenka Český baseball 2008, Česká baseballová asociace